# Peraleda del Zaucejo
Peraleda del Zaucejo je španělská obec situovaná v provincii Badajoz (autonomní společenství Extremadura).

## Poloha
Obec je vzdálena 40,1 km od města Castuera, 107 km od Méridy a 177 km od města Badajoz. Patří do okresu Campiña Sur a soudního okresu Castuera.

## Historie
V roce 1834 se obec stává součástí soudního okresu Castuera. V roce 1842 čítala obec 114 usedlostí a 450 obyvatel.

## Odkazy

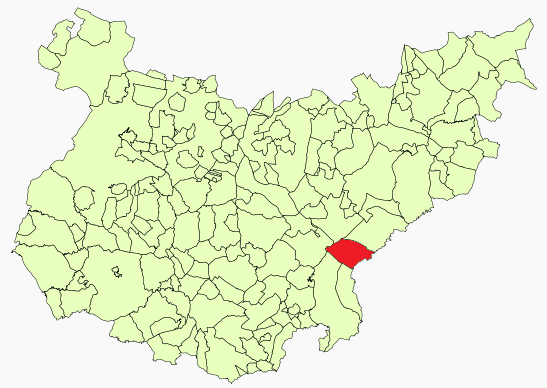
Poloha obce v provincii Badajoz

## Demografie
| Populace města Peraleda del Zaucejo z let (1842–2010) | Populace města Peraleda del Zaucejo z let (1842–2010) | Populace města Peraleda del Zaucejo z let (1842–2010) | Populace města Peraleda del Zaucejo z let (1842–2010) | Populace města Peraleda del Zaucejo z let (1842–2010) | Populace města Peraleda del Zaucejo z let (1842–2010) | Populace města Peraleda del Zaucejo z let (1842–2010) | Populace města Peraleda del Zaucejo z let (1842–2010) | Populace města Peraleda del Zaucejo z let (1842–2010) | Populace města Peraleda del Zaucejo z let (1842–2010) | Populace města Peraleda del Zaucejo z let (1842–2010) | Populace města Peraleda del Zaucejo z let (1842–2010) | Populace města Peraleda del Zaucejo z let (1842–2010) | Populace města Peraleda del Zaucejo z let (1842–2010) | Populace města Peraleda del Zaucejo z let (1842–2010) | Populace města Peraleda del Zaucejo z let (1842–2010) | Populace města Peraleda del Zaucejo z let (1842–2010) | Populace města Peraleda del Zaucejo z let (1842–2010) |
| ----------------------------------------------------- | ----------------------------------------------------- | ----------------------------------------------------- | ----------------------------------------------------- | ----------------------------------------------------- | ----------------------------------------------------- | ----------------------------------------------------- | ----------------------------------------------------- | ----------------------------------------------------- | ----------------------------------------------------- | ----------------------------------------------------- | ----------------------------------------------------- | ----------------------------------------------------- | ----------------------------------------------------- | ----------------------------------------------------- | ----------------------------------------------------- | ----------------------------------------------------- | ----------------------------------------------------- |
| 1842                                                  | 1857                                                  | 1860                                                  | 1877                                                  | 1887                                                  | 1897                                                  | 1900                                                  | 1910                                                  | 1920                                                  | 1930                                                  | 1940                                                  | 1950                                                  | 1960                                                  | 1970                                                  | 1981                                                  | 1991                                                  | 2001                                                  | 2010                                                  |
| 450                                                   | 588                                                   | 584                                                   | 652                                                   | 786                                                   | 626                                                   | 764                                                   | 957                                                   | 1 417                                                 | 1 641                                                 | 1 493                                                 | 2 181                                                 | 2 054                                                 | 1 005                                                 | 811                                                   | 717                                                   | 622                                                   | 606                                                   |